# Comuna Võnnu
Võnnu este o comună (vald) din Județul Tartu, Estonia.
1. ↑  Maakatastri statistika (în estonă), Consiliul Funciar Eston[*], accesat în 25 martie 2020